# آير (الأردين)
آير هي بلدية فرنسية تقع في إقليم الأردين في منطقة غراند إيست.   